# Ministère des Affaires sociales et du Travail (Yémen)
Pour les autres articles nationaux ou selon les autres juridictions, voir Ministère du Travail.
Le ministère des Affaires sociales et du Travail (arabe : وزارة الشؤون الاجتماعية والعمل) est le département ministériel du gouvernement yéménite chargé des affaires sociales et du travail.

## Liste des ministres
| Début            | Fin      | Ministre                | Gouvernement |
| ---------------- | -------- | ----------------------- | --- |
| 17 décembre 2020 | En poste | Mohamad Saeed Al-Zaouri | Gouvernement Maïn Abdelmalek Saïd (2)                                                                                           |
| 2014             | 2020     | Ahmed Mohamed al-Shami  | Gouvernement Khaled Bahah (1) Gouvernement Khaled Bahah (2) Gouvernement Ahmed ben Dagher Gouvernement Maïn Abdelmalek Saïd (1) |
| 2014             | 2014     | Qabul al-Mutawkel       | Gouvernement Khaled Bahah (1)                                                                                                   |

## Annexe